# Список Героев Советского Союза (Абаев — Азалов)
В настоящем списке представлены в алфавитном порядке все Герои Советского Союза, чьи фамилии начинаются с буквы «А» (всего 592 человека, из них девять удостоены звания дважды). Список содержит даты Указов Президиума Верховного Совета СССР о присвоении звания, информацию о роде войск, должности и воинском звании Героев на дату представления к присвоению звания Героя Советского Союза, годах их жизни.
Ударения в фамилиях Героев приведены по книге «Герои Советского Союза: Краткий биографический словарь / Пред. ред. коллегии И. Н. Шкадов. — М.: Воениздат, 1987. — Т. 1 /Абаев — Любичев/. — 911 с. — 100 000 экз. — ISBN отс., Рег. № в РКП 87-95382.».
- Персиковым цветом  в таблице выделены Герои, удостоенные звания дважды и более раз.
- Серым цветом  в таблице выделены Герои, представленные к званию посмертно.

| Навигационная таблица | Навигационная таблица              |
| --------------------- | ---------------------------------- |
| «А»                   | Абаев Ахсарбек — Азалов Клычнияз   |
| «А»                   | Азаров Алексей — Алиев Шамсула     |
| «А»                   | Алимбетов Абылай — Анисичкин Фёдор |
| «А»                   | Анискин Александр — Артемьев Иван  |
| «А»                   | Артемьев Николай — Аянян Эдуард    |

| № п/п | Фамилия Имя Отчество                                                                         | Дата Указа | Род войск    | Должность | Звание                    | Годы жизни              | БС ГС НЛ                        |
| ----- | -------------------------------------------------------------------------------------------- | ---------- | ------------ | --- | ------------------------- | ----------------------- | ------------------------------- |
| 1     | Аба́ев Ахсарбек Магометович осет. Æбати Мæхæмæти фурт Æхсарбег                                | 16.05.1944 | пехота       | командир отделения 6-го гвардейского стрелкового полка 2-й гвардейской стрелковой дивизии 56-й армии Северо-Кавказского фронта | гвардии сержант           | 14.12.1923 — 13.05.1982 | [ БС 1 ] [ ГС 1 ] [ НЛ 1 ]      |
| 2     | Абазо́вский Константин Антонович бел. Абазоўскі Канстанцін Антонавіч                          | 26.10.1944 | авиация      | командир звена 190-го штурмового авиационного полка 214-й штурмовой авиационной дивизии 15-й воздушной армии 2-го Прибалтийского фронта                                                                                           | лейтенант                 | 01.10.1919 — 26.10.1944 | [ БС 1 ] [ ГС 2 ] [ НЛ 2 ]      |
| 3     | Абака́ров Кади Абакарович                                                                     | 15.05.1946 | пехота       | командир отделения 8-й стрелковой роты 1054-го стрелкового полка 301-й стрелковой дивизии 5-й ударной армии 1-го Белорусского фронта                                                                                              | старшина                  | 09.05.1913 — 29.02.1948 | [ БС 1 ] [ ГС 3 ] [ НЛ 3 ]      |
| 4     | Абаля́ев Дмитрий Петрович                                                                     | 22.02.1944 | комиссар     | заместитель по политической части командира батальона 186-го гвардейского стрелкового полка 62-й гвардейской стрелковой дивизии 37-й армии Степного фронта                                                                        | гвардии старший лейтенант | 26.10.1914 — 03.10.1986 | [ БС 1 ] [ ГС 4 ] [ НЛ 4 ]      |
| 5     | Абба́сов Абдулихат Умарович тат. Габбасов Габделхат Гомәр улы                                 | 16.12.1981 | морской флот | командир атомной подводной лодки «К-123» Северного флота | капитан 1-го ранга        | 30.09.1929 — 11.08.1996 | ——                              |
| 6     | Абдали́ев Каракозы каз. Әбдәлиев Қарақозы                                                     | 01.11.1943 | пехота       | командир стрелкового взвода 690-го стрелкового полка 126-й стрелковой дивизии 51-й армии 4-го Украинского фронта | лейтенант                 | 1908 — 22.10.1943       | [ БС 1 ] [ ГС 6 ] [ НЛ 5 ]      |
| 7     | Абдерши́н Алимкай Абдуллович тат. Габдершин Галимкай Габдулла улы                             | 10.01.1944 | пехота       | командир отделения роты автоматчиков 86-го стрелкового полка 180-й стрелковой дивизии 38-й армии Воронежского фронта | младший сержант           | 25.05.1911 — 26.05.1983 | [ БС 1 ] [ ГС 7 ] [ НЛ 6 ]      |
| 8     | Абди́ров Нуркен Абдирович каз. Әбдіров Нүркен                                                 | 31.03.1943 | авиация      | пилот 808-го штурмового авиационного полка 267-й штурмовой авиационной дивизии 1-го смешанного авиационного корпуса 17-й воздушной армии Юго-Западного фронта                                                                     | сержант                   | 09.08.1919 — 19.12.1942 | [ БС 2 ] [ ГС 8 ] [ НЛ 7 ]      |
| 9     | Абдо́лов Михаил каз. Абдолов Михаил                                                           | 24.03.1945 | пехота       | командир отделения 111-й отдельной разведывательной роты 74-й стрелковой дивизии 57-й армии 3-го Украинского фронта | старший сержант           | 01.06.1918 — 11.05.2006 | [ БС 3 ] [ ГС 9 ] [ НЛ 8 ]      |
| 10    | Абдрахма́нов Асаф Кутдусович тат. Габдерахманов Асаф Котдус улы                               | 22.01.1944 | морской флот | командир бронекатера «БКА-121» 2-го отряда 1-го гвардейского дивизиона бронекатеров Азовской военной флотилии | старший лейтенант         | 20.12.1918 — 03.09.2000 | [ БС 3 ] [ ГС 10 ] [ НЛ 9 ]     |
| 11    | Абдраши́тов Шамиль Мунасыпович тат. Габдерәшитов Шамил Мөнасип улы                            | 02.08.1944 | авиация      | заместитель командира эскадрильи 402-го истребительного авиационного полка 265-й истребительной авиационной дивизии 3-го истребительного авиационного корпуса 8-й воздушной армии 4-го Украинского фронта                         | лейтенант                 | 19.05.1921 — 04.05.1944 | [ БС 3 ] [ ГС 11 ] [ НЛ 10 ]    |
| 12    | Абдреза́ков Али Касимович тат. Әбдерәзәков Гали Касыйм улы                                    | 22.02.1944 | инженер      | командир отделения 614-го отдельного сапёрного батальона 333-й стрелковой дивизии 6-й армии 3-го Украинского фронта | сержант                   | 21.12.1912 — 12.05.1992 | [ БС 3 ] [ ГС 12 ] [ НЛ 11 ]    |
| 13    | Абдрши́н Рамиль Хайруллаевич тат. Габдершин Рамил Хәйрулла улы                                | 17.11.1943 | пехота       | командир отделения 1-го мотострелкового батальона 69-й механизированной бригады 9-го механизированного корпуса 3-й гвардейской танковой армии Воронежского фронта                                                                 | сержант                   | 08.11.1925 — 08.11.1943 | [ БС 3 ] [ ГС 13 ] [ НЛ 12 ]    |
| 14    | Абдужабба́ров Садык каз. Әбдіжаппаров Садық Сертек ұлы                                        | 22.07.1944 | пехота       | стрелок 219-го гвардейского стрелкового полка 71-й гвардейской стрелковой дивизии 6-й гвардейской армии 1-го Прибалтийского фронта                                                                                                | гвардии красноармеец      | 15.07.1925 — 30.07.2004 | [ БС 3 ] [ ГС 14 ] [ НЛ 13 ]    |
| 15    | Абдула́ев Абдурахман Ягъяевич кум. Абдуллаланы Абдурагьман Ягьияны уланы                      | 24.03.1945 | пехота       | командир отделения автоматчиков 105-го стрелкового полка 77-й стрелковой дивизии 51-й армии 4-го Украинского фронта | старший сержант           | 15.11.1919 — 10.09.1987 | [ БС 3 ] [ ГС 15 ] [ НЛ 14 ]    |
| 16    | Абулла́ев Мамиш Шахбас оглы (Абуллаев Мамиш Шахбаз оглы), азерб. Abdullayev Məmiş Şahbaz oğlu | 24.03.1945 | пехота       | пулемётчик 1343-го стрелкового полка 399-й стрелковой дивизии 48-й армии 1-го Белорусского фронта | сержант                   | 1923 — 26.01.1945       | [ БС 4 ] [ ГС 16 ] [ НЛ 15 ]    |
| 17    | Абдулла́ев Самед Гамид оглы азерб. Abdullayev Səməd Həmid oğlu                                | 17.11.1943 | медики       | санитарный инструктор батальона 1339-го стрелкового полка 318-й горнострелковой дивизии 18-й армии Северо-Кавказского фронта | старшина                  | 1920 — 05.11.1943       | [ БС 5 ] [ ГС 17 ] [ НЛ 16 ]    |
| 18    | Абдулла́ев Самиг Файзулович узб. Abdullayev Samigʻ Fayzullovich                               | 16.05.1944 | инженер      | командир отделения 97-го отдельного моторизованного инженерного батальона Северо-Кавказского фронта | сержант                   | 25.10.1917 — 10.05.1998 | [ БС 5 ] [ ГС 18 ] [ НЛ 17 ]    |
| 19    | Абдулла́ев Урунбай узб. Abdullayev Oʻrinboy                                                   | 24.03.1945 | пехота       | стрелок 375-го стрелкового полка 219-й стрелковой дивизии 3-й ударной армии 2-го Прибалтийского фронта | красноармеец              | 18.04.1912 — 15.08.1989 | [ БС 5 ] [ ГС 19 ] [ НЛ 18 ]    |
| 20    | Абду́ллин Анвар Абдуллинович тат. Габдуллин Әнвәр Габдулла улы                                | 24.03.1945 | артиллерия   | командир орудия 846-го артиллерийского полка 277-й стрелковой дивизии 5-й армии 3-го Белорусского фронта | старший сержант           | 05.06.1917 — 28.10.2002 | [ БС 5 ] [ ГС 20 ] [ НЛ 19 ]    |
| 21    | Абду́ллин Мансур Идиатович тат. Габдуллин Мансур Һидият улы                                   | 07.08.1943 | артиллерия   | командир орудия 167-го гвардейского лёгкого артиллерийского полка 3-й гвардейской лёгкой артиллерийской бригады 1-й гвардейской артиллерийской дивизии прорыва РГК в составе 70-й армии Центрального фронта                       | старший сержант           | 15.09.1919 — 08.06.1996 | [ БС 5 ] [ ГС 21 ] [ НЛ 20 ]    |
| 22    | Абдулмана́пов Магомед-Загид                                                                   | 16.05.1944 | инженер      | заместитель командира сапёрного отделения 3-го отдельного гвардейского моторизованного инженерного батальона 4-го Украинского фронта                                                                                              | гвардии младший сержант   | 30.09.1924 — 13.04.1944 | [ БС 6 ] [ ГС 22 ] [ НЛ 21 ]    |
| 23    | Абдулмеджи́дов Ахмед Дибирович                                                                | 20.04.1945 | морской флот | автоматчик роты автоматчиков 384-го отдельного батальона морской пехоты Одесской военно-морской базы Черноморского флота | краснофлотец              | 03.06.1923 — 27.03.1944 | [ БС 7 ] [ ГС 23 ] [ НЛ 22 ]    |
| 24    | Абду́лов Иван Филиппович                                                                      | 26.10.1943 | пехота       | снайпер 849-го стрелкового полка 303-й стрелковой дивизии 3-й танковой армии Воронежского фронта | ефрейтор                  | 1922 — 11.03.1943       | [ БС 7 ] [ ГС 24 ] [ НЛ 23 ]    |
| 25    | Абду́ль Тейфук Амитович крымскотат. Абдуль Тейфукъ Амит огълу                                 | 20.12.1943 | пехота       | командир батальона 175-го гвардейского стрелкового полка 58-й гвардейской стрелковой дивизии 57-й армии Степного фронта | гвардии капитан           | 24.12.1915 — 18.03.1945 | [ БС 7 ] [ ГС 25 ] [ НЛ 24 ]    |
| 26    | Абдурама́нов Узеир Абдураманович крымскотат. Abduramanov Üzeir Abduraman oğlu                 | 15.01.1944 | инженер      | командир отделения 321-го армейского инженерного батальона 65-й армии Центрального фронта | старшина                  | 25.03.1916 — 19.01.1991 | [ БС 7 ] [ ГС 26 ] [ НЛ 25 ]    |
| 27    | Абдурахма́нов Зульпукар Зульпукарович (Абдурахманов Зульнукар Зульнукарович)                  | 15.05.1946 | пехота       | командир стрелкового взвода 32-го стрелкового полка 19-й стрелковой дивизии 57-й армии 3-го Украинского фронта | лейтенант                 | 15.03.1924 — 22.11.1944 | [ БС 7 ] [ ГС 27 ] [ НЛ 26 ]    |
| 28    | Абельха́нов Садык Фахретдинович тат. Әбелханов Садык Фәхретдин улы                            | 19.03.1944 | артиллерия   | заместитель наводчика орудия 1248-го истребительного противотанкового артиллерийского полка РГК в составе 12-й армии Юго-Западного фронта                                                                                         | сержант                   | 15.03.1915 — 27.09.1943 | [ БС 7 ] [ ГС 28 ] [ НЛ 27 ]    |
| 29    | Абеу́лов Мукатай каз. Әбеулов Мұқатай                                                         | 28.04.1945 | артиллерия   | наводчик орудия 152-го гвардейского истребительно-противотанкового артиллерийского полка 4-го гвардейского казачьего кавалерийского корпуса 2-го Украинского фронта                                                               | гвардии казак             | 1917 — 16.12.1944       | [ БС 7 ] [ ГС 29 ] [ НЛ 28 ]    |
| 30    | Абза́лов Рем Абзалович тат. Абзалов Рем Абзал улы                                             | 24.03.1945 | пехота       | командир роты 116-го гвардейского стрелкового полка 40-й гвардейской стрелковой дивизии 4-й гвардейской армии 3-го Украинского фронта                                                                                             | гвардии старший лейтенант | 28.06.1914 — 07.02.1983 | [ БС 8 ] [ ГС 30 ] [ НЛ 29 ]    |
| 31    | Аби́лов Анатолий Абилович крымскотат. Abilov Fetislâm Abil oğlu                               | 05.05.1990 | пехота       | командир 130-го гвардейского стрелкового полка 44-й гвардейской стрелковой дивизии 65-й армии 1-го Белорусского фронта | гвардии подполковник      | 15.03.1915 — 15.08.2005 | [ БС 9 ] [ ГС 31 ] [ НЛ 30 ]    |
| 32    | Абля́зов Фахрутдин Рахматгалиевич тат. Әбләзов Фәхретдин Рәхмәтгали улы                       | 10.04.1945 | пехота       | командир отделения 904-го стрелкового полка 245-й стрелковой дивизии 59-й армии 1-го Украинского фронта | старший сержант           | 1913 — 1958             | [ БС 10 ] [ ГС 32 ] [ НЛ 31 ]   |
| 33    | Аболи́хин Алексей Тимофеевич                                                                  | 27.02.1945 | инженер      | командир сапёрного взвода 487-го стрелкового полка 143-й стрелковой дивизии 47-й армии 1-го Белорусского фронта | старший лейтенант         | 30.03.1918 — 28.03.1945 | [ БС 10 ] [ ГС 33 ] [ НЛ 32 ]   |
| 34    | Абра́мов Афанасий Нестерович                                                                  | 15.01.1944 | пехота       | командир взвода 237-го гвардейского стрелкового полка 76-й гвардейской стрелковой дивизии 61-й армии Центрального фронта | гвардии лейтенант         | 18.02.1906 — 06.07.1955 | [ БС 10 ] [ ГС 34 ] [ НЛ 33 ]   |
| 35    | Абра́мов Владимир Никифорович                                                                 | 27.02.1945 | инженер      | командир 85-го отдельного штурмового инженерно-сапёрного батальона 17-й штурмовой инженерно-сапёрной бригады 61-й армии 1-го Белорусского фронта                                                                                  | капитан                   | 16.06.1920 — 19.08.1994 | [ БС 10 ] [ ГС 35 ] [ НЛ 34 ]   |
| 36    | Абра́мов Владимир Фёдорович                                                                   | 22.07.1944 | авиация      | командир эскадрильи 10-го гвардейского истребительного авиационного полка 1-й гвардейской истребительной авиационной дивизии ВВС Балтийского флота                                                                                | гвардии капитан           | 14.06.1921 — 23.05.1985 | [ БС 10 ] [ ГС 36 ] [ НЛ 35 ]   |
| 37    | Абра́мов Илья Васильевич                                                                      | 10.01.1944 | инженер      | сапёр 180-го отдельного сапёрного батальона 167-й стрелковой дивизии 38-й армии 1-го Украинского фронта | ефрейтор                  | 26.07.1922 — 19.08.1946 | [ БС 10 ] [ ГС 37 ] [ НЛ 36 ]   |
| 38    | Абра́мов Константин Кирикович                                                                 | 22.07.1944 | генерал      | член Военного совета 6-й гвардейской армии 1-го Прибалтийского фронта | гвардии генерал-майор     | 25.12.1906 — 10.04.1952 | [ БС 10 ] [ ГС 38 ] [ НЛ 37 ]   |
| 39    | Абра́мов Константин Николаевич                                                                | 29.08.1939 | танкист      | командир танкового батальона 11-й танковой бригады 1-й армейской группы | майор                     | 08.05.1912 — 21.07.1998 | ——                              |
| 40    | Абра́мов Николай Александрович                                                                | 27.06.1945 | кавалерия    | командир отделения 7-го гвардейского кавалерийского полка 2-й гвардейской кавалерийской дивизии 1-го гвардейского кавалерийского корпуса 1-го Украинского фронта                                                                  | гвардии сержант           | 20.12.1924 — 04.08.1976 | [ БС 12 ] [ ГС 40 ] [ НЛ 38 ]   |
| 41    | Абра́мов Пётр Александрович                                                                   | 21.02.1945 | артиллерия   | командир орудия 130-го гвардейского артиллерийского полка 58-й гвардейской стрелковой дивизии 5-й гвардейской армии 1-го Украинского фронта                                                                                       | гвардии сержант           | 22.07.1923 — 22.01.1983 | [ БС 12 ] [ ГС 41 ] [ НЛ 39 ]   |
| 42    | Абра́мов Пётр Петрович                                                                        | 23.02.1948 | авиация      | командир отряда 81-го гвардейского бомбардировочного авиационного полка 1-й гвардейской бомбардировочной авиационной дивизии 6-го гвардейского бомбардировочного авиационного корпуса 2-й воздушной армии 1-го Украинского фронта | гвардии капитан           | 26.12.1915 — 18.09.2007 | ——                              |
| 43    | Абра́мов Тихон Порфирьевич                                                                    | 06.04.1945 | танкист      | командир 49-й гвардейской танковой бригады 12-го гвардейского танкового корпуса 2-й гвардейской танковой армии 1-го Белорусского фронта                                                                                           | гвардии полковник         | 16.06.1901 — 17.10.1991 | [ БС 12 ] [ ГС 43 ] [ НЛ 40 ]   |
| 44    | Абра́мов Шетиель Семёнович                                                                    | 31.05.1945 | пехота       | заместитель командира батальона 246-го гвардейского стрелкового полка 82-й гвардейской стрелковой дивизии 8-й гвардейской армии 1-го Белорусского фронта                                                                          | гвардии капитан           | 11.11.1918 — 14.05.2004 | [ БС 12 ] [ ГС 44 ] [ НЛ 41 ]   |
| 45    | Абрамо́вич Абрам Григорьевич                                                                  | 03.11.1937 | танкист      | командир танкового взвода 4-й отдельной механизированной бригады вооружённых сил Испанской Республики | лейтенант                 | 03.01.1910 — 10.07.1937 | ——                              |
| 46    | Абра́мцев Сергей Павлович                                                                     | 13.09.1944 | танкист      | командир танка 181-й танковой бригады 18-го танкового корпуса 5-й гвардейской танковой армии 2-го Украинского фронта | младший лейтенант         | 1922 — 17.02.1944       | [ БС 12 ] [ ГС 46 ] [ НЛ 42 ]   |
| 47    | Абрамчу́к Николай Иванович                                                                    | 09.10.1943 | авиация      | командир эскадрильи 894-го истребительного авиационного полка 101-й истребительной авиационной дивизии ПВО | капитан                   | 20.11.1912 — 01.02.1974 | [ БС 13 ] [ ГС 47 ] [ НЛ 43 ]   |
| 48    | Абро́симов Иван Александрович                                                                 | 24.03.1945 | артиллерия   | командир взвода управления 320-го гаубичного артиллерийского полка 25-й гаубичной артиллерийской бригады 7-й артиллерийской дивизии прорыва РГК в составе 46-й армии 2-го Украинского фронта                                      | младший лейтенант         | 22.09.1922 — 22.06.1989 | [ БС 14 ] [ ГС 48 ] [ НЛ 44 ]   |
| 49    | Абро́симов Михаил Романович                                                                   | 22.08.1944 | связисты     | старший телефонист батареи 297-го гвардейского зенитно-артиллерийского полка 3-й гвардейской зенитно-артиллерийской дивизии РГК в составе 65-й армии 1-го Белорусского фронта                                                     | гвардии ефрейтор          | 01.05.1924 — 30.06.1944 | [ БС 14 ] [ ГС 49 ] [ НЛ 45 ]   |
| 50    | Абутали́пов Ануар каз. Әбутәліпов Әнуар                                                       | 24.03.1945 | десантники   | командир пулемётного расчёта 13-го гвардейского воздушно-десантного полка 1-й гвардейской воздушно-десантной дивизии 53-й армии 2-го Украинского фронта                                                                           | гвардии красноармеец      | 07.12.1923 — 30.07.2002 | [ БС 14 ] [ ГС 50 ] [ НЛ 46 ]   |
| 51    | Абу́хов Константин Васильевич                                                                 | 27.06.1945 | авиация      | командир 143-го гвардейского штурмового авиационного полка 8-й гвардейской штурмовой авиационной дивизии 1-го гвардейского штурмового авиационного корпуса 2-й воздушной армии 1-го Украинского фронта                            | гвардии майор             | 21.05.1904 — 01.03.1945 | [ БС 14 ] [ ГС 51 ] [ НЛ 47 ]   |
| 52    | Абы́зов Григорий Александрович                                                                | 01.11.1943 | артиллерия   | командир орудия 321-го артиллерийского полка 91-й стрелковой дивизии 51-й армии Южного фронта | старший сержант           | 14.01.1919 — 30.09.1999 | [ БС 14 ] [ ГС 52 ] [ НЛ 48 ]   |
| 53    | Авакя́н Газарос Аветисович арм. Ավագյան Ղազարոս                                               | 24.03.1945 | пехота       | командир взвода 1264-го стрелкового полка 380-й стрелковой дивизии 50-й армии 2-го Белорусского фронта | лейтенант                 | 15.03.1918 — 21.01.1945 | [ БС 15 ] [ ГС 53 ] [ НЛ 49 ]   |
| 54    | Авакя́н Грант Арсенович арм. Ավագյան Հրանտ                                                    | 15.05.1946 | комиссар     | комсорг 1-го стрелкового батальона 1054-го стрелкового полка 301-й стрелковой дивизии 5-й ударной армии 1-го Белорусского фронта                                                                                                  | лейтенант                 | 15.10.1924 — 28.02.2017 | [ БС 15 ] [ ГС 54 ] [ НЛ 50 ]   |
| 55    | Авалиа́ни Лаврентий Иванович груз. ავალიანი ლავრენტი                                          | 01.11.1943 | пехота       | командир отделения 1372-го стрелкового полка 417-й стрелковой дивизии 44-й армии Южного фронта | сержант                   | 06.11.1923 — 10.10.1943 | [ БС 15 ] [ ГС 55 ] [ НЛ 51 ]   |
| 56    | Авде́ев Александр Фёдорович                                                                   | 10.02.1943 | авиация      | заместитель командира эскадрильи 153-го истребительного авиационного полка 5-й смешанной авиационной дивизии ВВС 23-й армии Ленинградского фронта                                                                                 | капитан                   | 05.08.1916 — 12.08.1942 | [ БС 15 ] [ ГС 56 ] [ НЛ 52 ]   |
| 57    | Авде́ев Анатолий Константинович                                                               | 24.03.1945 | артиллерия   | наводчик орудия 873-го армейского истребительного противотанкового артиллерийского полка 33-й армии 2-го Белорусского фронта | красноармеец              | 01.11.1925 — 18.06.1996 | [ БС 15 ] [ ГС 57 ] [ НЛ 53 ]   |
| 58    | Авде́ев Иван Павлович                                                                         | 29.06.1945 | пехота       | пулемётчик 107-го гвардейского стрелкового полка 34-й гвардейской стрелковой дивизии 4-й гвардейской армии 3-го Украинского фронта                                                                                                | гвардии красноармеец      | 1910 — 15.03.1978       | [ БС 15 ] [ ГС 58 ] [ НЛ 54 ]   |
| 59    | Авде́ев Михаил Васильевич бел. Аўдзееў Міхаіл Васільевіч                                      | 14.06.1942 | авиация      | командир эскадрильи 6-го гвардейского истребительного авиационного полка 3-й особой авиационной группы ВВС Черноморского флота | гвардии капитан           | 15.09.1913 — 22.06.1979 | [ БС 15 ] [ ГС 59 ] [ НЛ 55 ]   |
| 60    | Авде́ев Николай Дмитриевич                                                                    | 19.08.1944 | авиация      | штурман эскадрильи 8-го гвардейского авиационного полка 8-й гвардейской авиационной дивизии 2-го гвардейского авиационного корпуса Авиации дальнего действия                                                                      | гвардии капитан           | 06.01.1919 — 02.09.1944 | [ БС 16 ] [ ГС 60 ] [ НЛ 56 ]   |
| 61    | Авде́ев Тимофей Петрович                                                                      | 24.03.1945 | танкист      | командир танковой роты 226-го отдельного танкового полка 23-й армии Ленинградского фронта | старший лейтенант         | 13.02.1918 — 06.07.1944 | [ БС 17 ] [ ГС 61 ] [ НЛ 57 ]   |
| 62    | Авде́енко Пётр Петрович укр. Авдєєнко Петро Петрович                                          | 29.10.1943 | генерал      | командир 51-го стрелкового корпуса 38-й армии Воронежского фронта | генерал-майор             | 07.01.1901 — 27.01.1956 | [ БС 17 ] [ ГС 62 ] [ НЛ 58 ]   |
| 63    | Авдо́шкин Семён Егорович                                                                      | 23.09.1944 | пехота       | командир пулемётной роты 1178-го стрелкового полка 350-й стрелковой дивизии 13-й армии 1-го Украинского фронта | старший лейтенант         | 15.08.1918 — 09.03.1963 | [ БС 17 ] [ ГС 63 ] [ НЛ 59 ]   |
| 64    | Аве́ков Иван Авдеевич бел. Авекаў Іван Аўдзеевіч                                              | 24.08.1943 | авиация      | командир эскадрильи 519-го истребительного авиационного полка ВВС 20-й армии Западного фронта | капитан                   | 19.05.1919 — 17.04.1943 | [ БС 17 ] [ ГС 64 ] [ НЛ 60 ]   |
| 65    | Аве́личев Иван Тихонович                                                                      | 27.02.1945 | артиллерия   | командир взвода управления батареи 199-го гвардейского артиллерийского полка 94-й гвардейской стрелковой дивизии 5-й ударной армии 1-го Белорусского фронта                                                                       | гвардии лейтенант         | 20.12.1911 — 19.04.1945 | [ БС 17 ] [ ГС 65 ] [ НЛ 61 ]   |
| 66    | Аве́рин Николай Степанович                                                                    | 24.03.1945 | артиллерия   | наводчик орудия СУ-76 1510-го самоходно-артиллерийского полка 3-го гвардейского механизированного корпуса 1-го Прибалтийского фронта                                                                                              | красноармеец              | 25.07.1908 — 27.07.1944 | [ БС 17 ] [ ГС 66 ] [ НЛ 62 ]   |
| 67    | Аве́рченко Василий Иванович                                                                   | 22.07.1944 | пехота       | командир отделения роты автоматчиков 234-го стрелкового полка 179-й стрелковой дивизии 43-й армии 1-го Прибалтийского фронта | старший сержант           | 15.03.1917 — 27.05.1967 | [ БС 18 ] [ ГС 67 ] [ НЛ 63 ]   |
| 68    | Аве́рченко Николай Иванович бел. Аверчанка Мікалай Іванавіч                                   | 15.05.1946 | артиллерия   | командир орудия 823-го артиллерийского полка 301-й стрелковой дивизии 5-й ударной армии 1-го Белорусского фронта | старший сержант           | 18.12.1922 — 03.07.1960 | [ БС 19 ] [ ГС 68 ] [ НЛ 64 ]   |
| 69    | Аверья́нов Валентин Григорьевич                                                               | 19.04.1945 | авиация      | старший лётчик 15-го гвардейского штурмового авиационного полка 277-й штурмовой авиационной дивизии 1-й воздушной армии 3-го Белорусского фронта                                                                                  | гвардии младший лейтенант | 26.10.1922 — 23.06.2007 | [ БС 19 ] [ ГС 69 ] [ НЛ 65 ]   |
| 70    | Аверья́нов Василий Савельевич                                                                 | 20.12.1943 | артиллерия   | командир орудия артиллерийского дивизиона 19-й механизированной бригады 1-го механизированного корпуса 37-й армии Степного фронта                                                                                                 | старший сержант           | 1917 — 17.12.1943       | [ БС 19 ] [ ГС 70 ] [ НЛ 66 ]   |
| 71    | Аверья́нов Иван Ильич                                                                         | 17.10.1943 | пехота       | командир взвода 1035-го стрелкового полка 280-й стрелковой дивизии 60-й армии Центрального фронта | старшина                  | 19.10.1921 — 04.12.1976 | [ БС 19 ] [ ГС 71 ] [ НЛ 67 ]   |
| 72    | Аверья́нов Константин Антонович                                                               | 26.10.1944 | авиация      | заместитель командира и штурман эскадрильи 7-го гвардейского штурмового авиационного полка 230-й штурмовой авиационной дивизии 4-й воздушной армии 2-го Белорусского фронта                                                       | гвардии лейтенант         | 25.09.1922 — 27.05.1946 | [ БС 19 ] [ ГС 72 ] [ НЛ 68 ]   |
| 73    | Аверья́нов Степан Васильевич                                                                  | 24.03.1945 | пехота       | командир пулемётного расчёта 1320-го стрелкового полка 413-й стрелковой дивизии 3-й армии 1-го Белорусского фронта | младший сержант           | 25.05.1909 — 06.09.1970 | [ БС 19 ] [ ГС 73 ] [ НЛ 69 ]   |
| 74    | Аветися́н Унан Мкртичович арм. Ավետիսյան Հունան                                               | 16.05.1944 | пехота       | помощник командира взвода 390-го стрелкового полка 89-й стрелковой дивизии 18-й армии Северо-Кавказского фронта | старший сержант           | 02.05.1913 — 16.09.1943 | [ БС 19 ] [ ГС 74 ] [ НЛ 70 ]   |
| 75    | Авра́менко Василий Максимович укр. Авраменко Василь Максимович                                | 19.03.1944 | пехота       | стрелок 592-го стрелкового полка 203-й стрелковой дивизии 12-й армии Юго-Западного фронта | красноармеец              | 1913 — 15.12.1972       | [ БС 19 ] [ ГС 75 ] [ НЛ 71 ]   |
| 76    | Авра́менко Михаил Иванович укр. Авраменко Михайло Іванович                                    | 20.04.1945 | морской флот | пулемётчик 384-го отдельного батальона морской пехоты Одесской военно-морской базы Черноморского флота | краснофлотец              | 23.01.1914 — 27.03.1944 | [ БС 20 ] [ ГС 76 ] [ НЛ 72 ]   |
| 77    | Авра́менко Пётр Никитович укр. Авраменко Петро Микитович                                      | 24.03.1945 | пехота       | командир 3-го мотострелкового батальона 45-й механизированной бригады 5-го механизированного корпуса 6-й танковой армии 2-го Украинского фронта                                                                                   | майор                     | 15.07.1915 — 05.01.2003 | [ БС 21 ] [ ГС 77 ] [ НЛ 73 ]   |
| 78    | Авра́мков Прокопий Иванович (Аврамков Прокофий Иванович)                                      | 04.06.1944 | пехота       | командир отделения 1344-го стрелкового полка 319-й стрелковой дивизии 22-й армии 2-го Прибалтийского фронта | сержант                   | 19.11.1923 — 22.01.1944 | [ БС 21 ] [ ГС 78 ] [ НЛ 74 ]   |
| 79    | Авро́рский Николай Иванович                                                                   | 23.09.1944 | пехота       | командир 3-го батальона 479-го стрелкового полка 149-й стрелковой дивизии 3-й гвардейской армии 1-го Украинского фронта | капитан                   | 15.12.1912 — 13.04.1989 | [ БС 21 ] [ ГС 79 ] [ НЛ 75 ]   |
| 80    | Автандыля́н Темик Аванесович арм. Ավթանդիլյան Թեմիկ                                           | 27.06.1945 | пехота       | командир роты 545-го стрелкового полка 389-й стрелковой дивизии 3-й гвардейской армии 1-го Украинского фронта | старший лейтенант         | 20.08.1922 — 10.02.1945 | [ БС 21 ] [ ГС 80 ] [ НЛ 76 ]   |
| 81    | Авха́чев Федос Михайлович бел. Аўхачоў Фядос Міхайлавіч                                       | 15.05.1946 | танкист      | командир танкового батальона 1-й польской танковой бригады 1-й польской армии Войска Польского 2-го Белорусского фронта | майор                     | 17.09.1909 — 17.11.1993 | [ БС 21 ] [ ГС 81 ] [ НЛ 77 ]   |
| 82    | Агали́ев Аллаберды туркм. Agalyyew Allaberdi                                                  | 27.02.1945 | пехота       | стрелок 267-го гвардейского стрелкового полка 89-й гвардейской стрелковой дивизии 5-й ударной армии 1-го Белорусского фронта | гвардии ефрейтор          | 1914 — 28.10.1972       | [ БС 22 ] [ ГС 82 ] [ НЛ 78 ]   |
| 83    | Агальцо́в Филипп Александрович                                                                | 21.02.1978 | маршал       | военный инсектор-советник Группы генеральных инспекторов Министерства обороны СССР | маршал авиации            | 20.01.1900 — 29.06.1980 | ——                              |
| 84    | Агами́ров Гога Григорьевич                                                                    | 05.11.1944 | авиация      | командир эскадрильи 337-го авиационного полка 5-й гвардейской авиационной дивизии 4-го гвардейского авиационного корпуса авиации дальнего действия                                                                                | капитан                   | 18.08.1916 — 12.04.1997 | [ БС 22 ] [ ГС 84 ] [ НЛ 79 ]   |
| 85    | Ага́пов Сергей Тимофеевич                                                                     | 12.08.1982 | авиация      | лётчик-испытатель ОКБ имени А. Н. Туполева | —                         | 24.09.1932 — 04.05.2006 | ——                              |
| 86    | Агафо́нов Алексей Иванович                                                                    | 15.01.1944 | артиллерия   | командир расчёта противотанкового ружья 7-го гвардейского истребительно-противотанкового дивизиона 7-го гвардейского кавалерийского корпуса 61-й армии Центрального фронта                                                        | гвардии красноармеец      | 16.03.1924 — 15.05.1978 | [ БС 22 ] [ ГС 86 ] [ НЛ 80 ]   |
| 87    | Агафо́нов Алексей Сергеевич                                                                   | 15.01.1944 | кавалерия    | командир отделения 16-го гвардейского отдельного сапёрного эскадрона 15-й гвардейской кавалерийской дивизии 7-го гвардейского кавалерийского корпуса 61-й армии Центрального фронта                                               | гвардии старший сержант   | 24.02.1911 — 22.11.1943 | [ БС 22 ] [ ГС 87 ] [ НЛ 81 ]   |
| 88    | Агафо́нов Валентин Александрович                                                              | 27.02.1945 | танкист      | наводчик орудия танка Т-34 47-й гвардейской танковой бригады 9-го гвардейского танкового корпуса 2-й гвардейской танковой армии 1-го Белорусского фронта                                                                          | гвардии старший сержант   | 20.01.1925 — 05.03.1945 | [ БС 22 ] [ ГС 88 ] [ НЛ 82 ]   |
| 89    | Агафо́нов Георгий Матвеевич                                                                   | 20.04.1945 | морской флот | командир отделения рулевых бронекатера № 241 4-го дивизиона бронекатеров 2-й бригады речных кораблей Дунайской военной флотилии                                                                                                   | старшина первой статьи    | 02.05.1922 — 19.01.1980 | [ БС 23 ] [ ГС 89 ] [ НЛ 83 ]   |
| 90    | Агафо́нов Семён Михайлович                                                                    | 05.11.1944 | морской флот | командир отделения 181-го особого разведывательного отряда Северного флота | старшина первой статьи    | 13.09.1917 — 01.01.1977 | [ БС 24 ] [ ГС 90 ] [ НЛ 84 ]   |
| 91    | Агафо́нов Фрол Егорович                                                                       | 24.03.1945 | инженер      | командир взвода 389-го отдельного сапёрного батальона 222-й стрелковой дивизии 33-й армии 2-го Белорусского фронта | лейтенант                 | 15.10.1905 — 30.09.1998 | [ БС 24 ] [ ГС 91 ] [ НЛ 85 ]   |
| 92    | Агафо́нов Яков Григорьевич                                                                    | 09.02.1944 | артиллерия   | командир орудия 1840-го истребительно-противотанкового артиллерийского полка 28-й отдельной истребительно-противотанковой артиллерийской бригады РГК в составе 38-й армии 1-го Украинского фронта                                 | старший сержант           | 19.08.1912 — 19.08.1944 | [ БС 24 ] [ ГС 92 ] [ НЛ 86 ]   |
| 93    | Агафо́нов Яков Михайлович                                                                     | 27.02.1945 | пехота       | командир батальона 101-го гвардейского стрелкового полка 35-й гвардейской стрелковой дивизии 8-й гвардейской армии 1-го Белорусского фронта                                                                                       | гвардии майор             | 06.11.1918 — 04.07.1983 | [ БС 24 ] [ ГС 93 ] [ НЛ 87 ]   |
| 94    | Аге́ев Василий Сергеевич                                                                      | 29.06.1945 | артиллерия   | командир орудия 171-го истребительно-противотанкового артиллерийского полка 18-й истребительно-противотанковой артиллерийской бригады РГК в составе 60-й армии 4-го Украинского фронта                                            | сержант                   | 01.03.1925 — 05.03.2002 | [ БС 24 ] [ ГС 94 ] [ НЛ 88 ]   |
| 95    | Аге́ев Григорий Антонович                                                                     | 08.05.1965 | комиссар     | комиссар Тульского рабочего полка | —                         | 17.03.1902 — 30.10.1941 | ——                              |
| 96    | Аге́ев Иван Алексеевич                                                                        | 27.06.1945 | артиллерия   | командир 32-го гвардейского артиллерийского полка 13-й гвардейской стрелковой дивизии 5-й армии 1-го Украинского фронта | гвардии подполковник      | 03.11.1908 — 14.04.1984 | [ БС 25 ] [ ГС 96 ] [ НЛ 89 ]   |
| 97    | Аге́ев Леонид Николаевич                                                                      | 25.03.1943 | авиация      | штурман отряда 7-го авиационного полка 53-й авиационной дивизии Авиации дальнего действия | старший лейтенант         | 24.02.1921 — 15.11.2005 | [ БС 25 ] [ ГС 97 ] [ НЛ 90 ]   |
| 98    | Аге́ев Николай Иванович                                                                       | 10.04.1945 | танкист      | командир танкового взвода 12-й гвардейской танковой бригады 4-го гвардейского танкового корпуса 59-й армии 1-го Украинского фронта                                                                                                | гвардии лейтенант         | 18.04.1922 — 07.07.1988 | [ БС 25 ] [ ГС 98 ] [ НЛ 91 ]   |
| 99    | Аге́ев Пётр Григорьевич                                                                       | 14.02.1943 | авиация      | командир звена 182-го истребительного авиационного полка 105-й истребительной авиационной дивизии Ростовского дивизионного района ПВО                                                                                             | старший лейтенант         | 05.12.1913 — 22.08.1947 | [ БС 25 ] [ ГС 99 ] [ НЛ 92 ]   |
| 100   | Аге́ев Филипп Павлович                                                                        | 22.02.1944 | артиллерия   | командир огневого взвода 292-го гвардейского стрелкового полка 97-й гвардейской стрелковой дивизии 5-й гвардейской армии Воронежского фронта                                                                                      | гвардии старшина          | 14.11.1910 — 22.09.1979 | [ БС 25 ] [ ГС 100 ] [ НЛ 93 ]  |
| 101   | Аге́шин Григорий Севастьянович                                                                | 27.02.1945 | пехота       | стрелок 3-го батальона 1281-го стрелкового полка 60-й стрелковой дивизии 47-й армии 1-го Белорусского фронта | красноармеец              | 15.02.1915 — 08.02.1982 | [ БС 25 ] [ ГС 101 ] [ НЛ 94 ]  |
| 102   | Агиба́лов Михаил Павлович                                                                     | 29.08.1939 | танкист      | командир танковой роты 11-й танковой бригады 1-й армейской группы | старший лейтенант         | 08.11.1911 — 17.10.1941 | ——                              |
| 103   | Агие́нко Виктор Трофимович укр. Агієнко Віктор Трохимович                                     | 20.12.1943 | танкист      | командир роты 586-го отдельного танкового батальона 219-й танковой бригады 1-го механизированного корпуса 69-й армии Степного фронта                                                                                              | лейтенант                 | 07.01.1920 — 11.09.1997 | [ БС 26 ] [ ГС 103 ] [ НЛ 95 ]  |
| 104   | Аглетди́нов Файзулла Хазиевич тат. Әhлетдинов Файзулла Хази улы                               | 23.10.1943 | пехота       | помощник командира взвода 955-го стрелкового полка 309-й стрелковой дивизии 40-й армии Воронежского фронта | сержант                   | 15.03.1915 — 29.10.1988 | [ БС 27 ] [ ГС 104 ] [ НЛ 96 ]  |
| 105   | Аглиу́ллин Хамит Шамсутдинович тат. Әһлиуллин Хәмит Шәмсетдин улы                             | 30.10.1943 | инженер      | командир отделения сапёрного взвода 43-го стрелкового полка 106-й стрелковой дивизии 65-й армии Центрального фронта | старший сержант           | 20.03.1919 — 15.10.1943 | [ БС 27 ] [ ГС 105 ] [ НЛ 97 ]  |
| 106   | Агло́тков Фёдор Николаевич                                                                    | 05.11.1944 | авиация      | штурман эскадрильи 5-го гвардейского минно-торпедного авиационного полка 2-й гвардейской минно-торпедной авиационной дивизии ВВС Черноморского флота                                                                              | гвардии капитан           | 05.06.1907 — 21.08.1944 | [ БС 27 ] [ ГС 106 ] [ НЛ 98 ]  |
| 107   | Ада́менко Василий Васильевич укр. Адаменко Василь Васильович                                  | 22.02.1944 | пехота       | помощник командира взвода 1118-го стрелкового полка 333-й стрелковой дивизии 6-й армии 3-го Украинского фронта | сержант                   | 1908 — 14.12.1943       | [ БС 27 ] [ ГС 107 ] [ НЛ 99 ]  |
| 108   | Ада́менко Иван Диомидович                                                                     | 24.03.1945 | пехота       | помощник командира взвода 309-го гвардейского стрелкового полка 109-й гвардейской стрелковой дивизии 46-й армии 2-го Украинского фронта                                                                                           | гвардии старший сержант   | 13.11.1923 — 16.10.1944 | [ БС 27 ] [ ГС 108 ] [ НЛ 100 ] |
| 109   | Ада́мия Ной Петрович груз. ადამია ნოე                                                         | 24.07.1942 | морской флот | инструктор снайперского дела 7-й бригады морской пехоты Черноморского флота | старшина                  | 21.12.1917 — 03.07.1942 | [ БС 28 ] [ ГС 109 ] [ НЛ 101 ] |
| 110   | Ада́шев Сали узб. Adashev Soli                                                                | 24.03.1945 | пехота       | командир отделения 459-го стрелкового полка 42-й стрелковой дивизии 49-й армии 2-го Белорусского фронта | старший сержант           | 02.03.1923 — 02.11.1984 | [ БС 29 ] [ ГС 110 ] [ НЛ 102 ] |
| 111   | Адо́нкин Василий Семёнович                                                                    | 22.01.1944 | авиация      | командир эскадрильи 78-го истребительного авиационного полка 6-й истребительной авиационной дивизии ВВС Северного флота | капитан                   | 07.04.1913 — 17.03.1944 | [ БС 29 ] [ ГС 111 ] [ НЛ 103 ] |
| 112   | Адо́ньев Дмитрий Никитович                                                                    | 22.02.1944 | артиллерия   | командир миномётного расчёта 185-го гвардейского стрелкового полка 60-й гвардейской стрелковой дивизии 12-й армии Юго-Западного фронта                                                                                            | гвардии старший сержант   | 09.05.1921 — 28.09.1995 | [ БС 29 ] [ ГС 112 ] [ НЛ 104 ] |
| 113   | Аду́шкин Иван Прокофьевич                                                                     | 26.04.1944 | танкист      | командир роты танков Т-34 64-й гвардейской танковой бригады 1-й танковой армии 1-го Украинского фронта | гвардии старший лейтенант | 23.06.1916 — 08.01.1975 | [ БС 29 ] [ ГС 113 ] [ НЛ 105 ] |
| 114   | Ажи́мов Тулебай Хаджибраевич каз. Әжімов Төлебай                                              | 23.09.1944 | пехота       | стрелок 862-го стрелкового полка 197-й стрелковой дивизии 3-й гвардейской армии 1-го Украинского фронта | ефрейтор                  | 05.04.1921 — 14.02.1988 | [ БС 29 ] [ ГС 114 ] [ НЛ 106 ] |
| 115   | Ажо́гин Василий Терентьевич                                                                   | 22.02.1944 | пехота       | командир пулемётного расчёта 1120-го стрелкового полка 333-й стрелковой дивизии 6-й армии 3-го Украинского фронта | сержант                   | 02.08.1924 — 16.04.1971 | [ БС 29 ] [ ГС 115 ] [ НЛ 107 ] |
| 116   | Аза́лов Клычнияз туркм. Azalow Gylyçnyýaz                                                     | 15.01.1944 | кавалерия    | сабельник 58-го гвардейского кавалерийского полка 16-й гвардейской кавалерийской дивизии 7-го гвардейского кавалерийского корпуса 61-й армии Центрального фронта                                                                  | гвардии красноармеец      | 10.03.1921 — 27.12.1943 | [ БС 29 ] [ ГС 116 ] [ НЛ 108 ] |

| Навигационная таблица | Навигационная таблица              |
| --------------------- | ---------------------------------- |
| «А»                   | Абаев Ахсарбек — Азалов Клычнияз   |
| «А»                   | Азаров Алексей — Алиев Шамсула     |
| «А»                   | Алимбетов Абылай — Анисичкин Фёдор |
| «А»                   | Анискин Александр — Артемьев Иван  |
| «А»                   | Артемьев Николай — Аянян Эдуард    |